# Crucifix de Giotto à Rimini
Le Crucifix de Giotto à Rimini est un crucifix de procession peint a tempera et or sur panneau de bois, réalisé vers 1301, et visible dans le temple Malatesta à Rimini en Italie.

## Historique

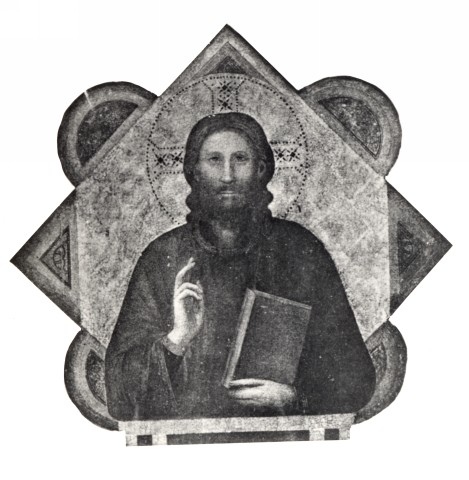
Rédempteur, cimaise du crucifix de Rimini.

Œuvre oubliée depuis plusieurs siècles, elle n'est mentionnée que dans les années 1860 dans les guides de la ville. Elle est restaurée en 1934 et attribuée la même année à Giotto par Roberto Longhi. L'année suivante, elle est exposée à la « Rassegna di Rimini » comme œuvre d'un « peintre local vers 1310-15 » (Brandi, 1935). En 1937, le Crucifix est exposé à l'exposition florentine sur Giotto. L'attribution au maître florentin y est alors confirmée par Beenken et Coletti, mais acceptée avec quelques réserves par Van Marle, Salmi et Suida (1935-37), qui soulignent les interventions d'un élève de Rimini. Par la suite, Sinibaldi (1941-42), Gnudi (1959) et Salvini (1962) se prononcent en faveur d'une attribution à Giotto.
L'historien de l'art Federico Zeri identifie en 1957 un tableau du Rédempteur de la collection privée londonienne Jekyll, comme la probable cimaise du crucifix monumental qui, en l'état, a perdu ses tabellone (les petits tableaux aux extrémités de la croix présents sur ce genre de représentation destiné aux processions), réitérant l'attribution à Giotto de la croix entière, aujourd'hui unanimement acceptée par tous les historiens les plus éminents.
La présence du peintre à Rimini est certaine, comme l'a également rappelé le contemporain Riccobaldo Ferrarese, mais la date de son séjour n'est pas établie avec certitude. Cependant, dans son texte, Riccobaldo mentionne des peintures de Giotto à Assise, Rimini et Padoue, suggérant que le séjour à Rimini suit celui d'Assise (vers 1290-1297) et précédé celui de Padoue (1303-1305).
L'analyse stylistique de l'œuvre permet de postdater le crucifix après celui de Santa Maria Novella à Florence, en raison de la silhouette plus mince et de la peinture plus douce et plus fusionnée de celle de Rimini, en harmonie avec les œuvres de la période padouane. L'air triste mais pas dramatique du visage du Christ, cependant, indique que l'œuvre a précédé le Crucifix de Padoue et les suivants, où le Christ a un visage plus souffrant. Même le nombre de décorations en demi-cercle ou en quart de cercle aux coins de la croix, dans un nombre intermédiaire entre ceux complètement absents à Florence et les nombreux à Padoue ou dans le Crucifix d'Ognissanti, permet de situer le crucifix de Rimini avant celui de Padoue.
Une datation autour de 1301-1302 semble donc plus correcte et est maintenant acceptée par la plupart des spécialistes.
De cette reconstruction chronologique, il est possible de déduire que les peintures de la basilique Saint-François à Assise avaient mis en lumière Giotto, sollicité par les frères mineurs dans toute la péninsule. Au cours de ces années, il peint Saint-François recevant les stigmates pour les franciscains de Pise et, sur le chemin de Padoue, il s'arrêté à Rimini où il demeure avec les frères locaux qui ont leur église dans ce qui plus tard, au XVe siècle, deviendra le temple Malatesta. Il a dû y créer des fresques, maintenant complètement perdues.
Le Crucifix, et probablement d'autres œuvres perdues, constituent l'étincelle qui a permis la naissance, dans les années qui ont suivi immédiatement, de la florissante école de Rimini, l'une des écoles Giottesque les plus importantes.

## Description et style

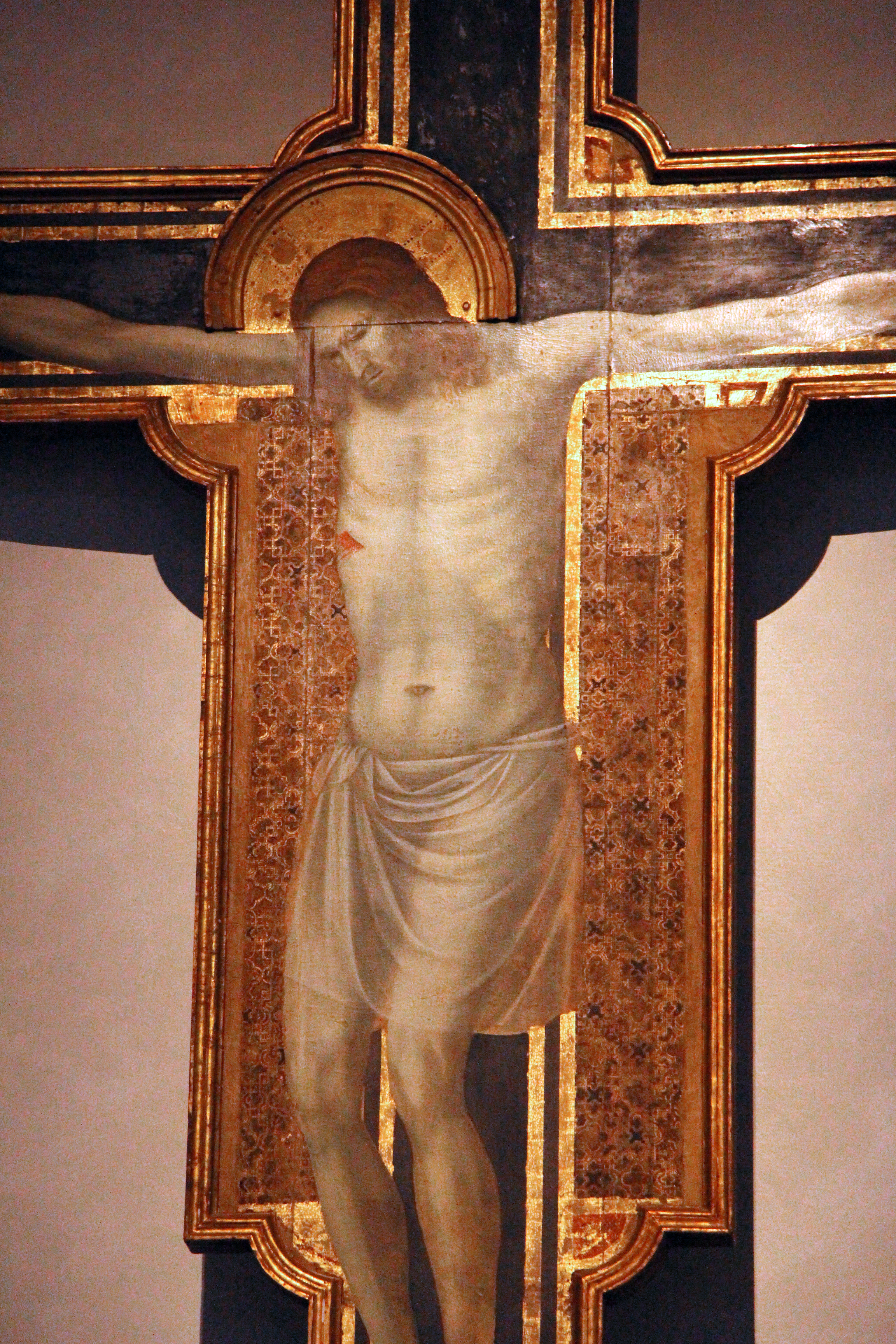
Détail.

Le Christ est représenté sur la croix dans une forme abandonnée au poids du corps, la tête baissée, les yeux fermés, l'expression fatiguée et souffrante mais digne, le corps maigre, les jambes tendues vers l'avant et les pieds cloués par un seul clou. Les planches sur les côtés du Christ sont décorées par des décors géométriques qui simulent des tissus précieux tandis qu'en haut, sur fond rouge, figure une inscription étendue de l'INRI. Des gouttes et des filets de sang sortent des plaies, exaltant la participation des fidèles aux souffrances du Christ. L'auréole saillante n'apparaît pas sous les épaules, créant un curieux croissant.
La figure, restaurée plusieurs fois, présente un dessin pictural plus doux et plus modulé que le Crucifix de Santa Maria Novella, avec des passages de couleur plus fondus, qui seront repris par l'école locale. La lumière est forte, qui détache nettement la figure du fond plat, évident surtout dans les bras et le buste, d'un grand rendu anatomique. Les jambes sont plus décolorées et à moitié couvertes par un voile transparent, comme Cimabue l' avait déjà pratiqué.
Le corps élancé a perdu la puissance du Crucifix de Santa Maria Novella, anticipant le style padouan de l'artiste. L'expression du visage est triste, mais digne, et n'a toujours rien du dramatisme marqué des crucifix successifs de Padoue, du Louvre, d'Ognissanti et de San Felice in Piazza de Florence, attribués à Giotto ou à son école.
Destiné à la procession, il est conforme aux représentations monumentales du Christ en croix de l'époque, à savoir :
- Le Christ sur la croix est en position dolens (souffrant), le corps tombant, le ventre proéminent débordant sur le haut du perizonium, la tête aux yeux clos penchée  touchant l'épaule, les côtes saillantes, les plaies sanguinolentes, les pieds superposés.

- Fond ouvragé à motifs gravés sur fond d'or, derrière le corps du Christ,
- Les tabellone ont disparu,  situation probablement due à une dispersion après qu'il fut démembré.

## Source de traduction
- (It) Cet article est partiellement ou en totalité issu de l’article de Wikipédia en italien intitulé « Crocifisso di Rimini » (voir la liste des auteurs).